# 99 Ranch Market

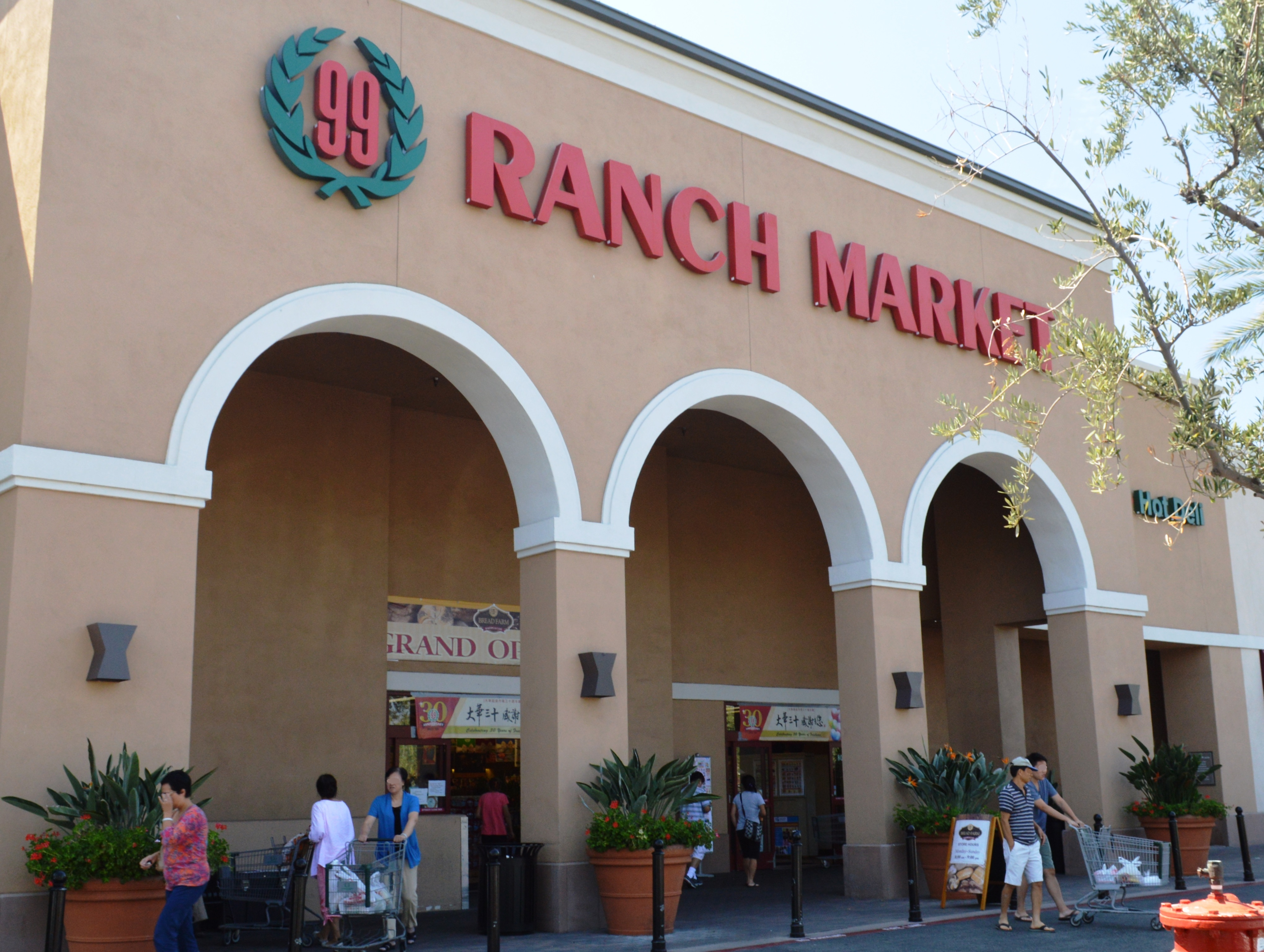
99 Ranch Market in Irvine

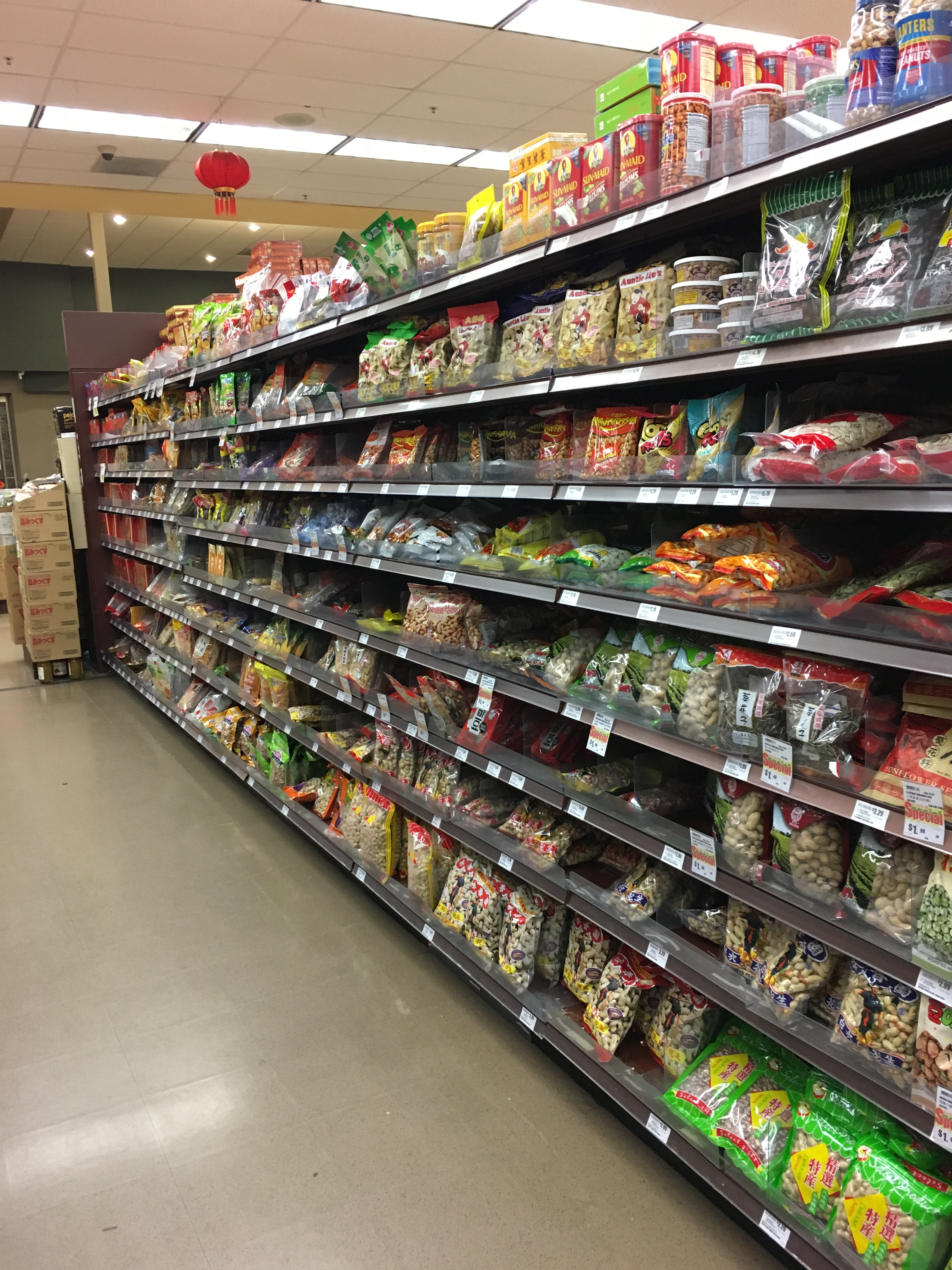
Verkaufsregal in einem 99 Ranch Market

99 Ranch Market ist eine taiwanisch-amerikanische Supermarktkette im Besitz der Tawa Supermarket Inc. mit Sitz in Buena Park, Kalifornien. 99 Ranch hat 53 Filialen, hauptsächlich in Kalifornien, Nevada, Oregon, Washington, New Jersey, Texas, Maryland, Massachusetts und Virginia.

## Geschichte
99 Ranch Market wurde 1984 von Roger H. Chen gegründet, ein in Taiwan geborener Amerikaner, er eröffnete 1984 den ersten Standort der Kette in Little Saigon, einer vietnamesisch-amerikanischen Gemeinde in Westminster, Kalifornien. 1987 wurde ein zweiter Markt in Montebello eröffnet. Er hieß ursprünglich 99 Price Market, wurde aber schließlich in 99 Ranch Market umbenannt. Bei der ersten Expansion außerhalb Kaliforniens wurden 1998 im Great Wall Shopping Center in der Region Seattle und 2003 im Edmonds Shopping Center eine zweite Filiale eröffnet. Mit 53 Filialen hat 99 Ranch Market sich zur größten asiatischen Supermarktkette in den Vereinigten Staaten entwickelt. Zur Muttergesellschaft Tawa Supermarket Inc. gehört auch 168 Market, eine kleinere taiwanisch-amerikanische Supermarktkette. Zusätzlich zu ihren amerikanischen Filialen unterhält sie eigene Produktionsstätten in China.